# Damián Tabarovsky

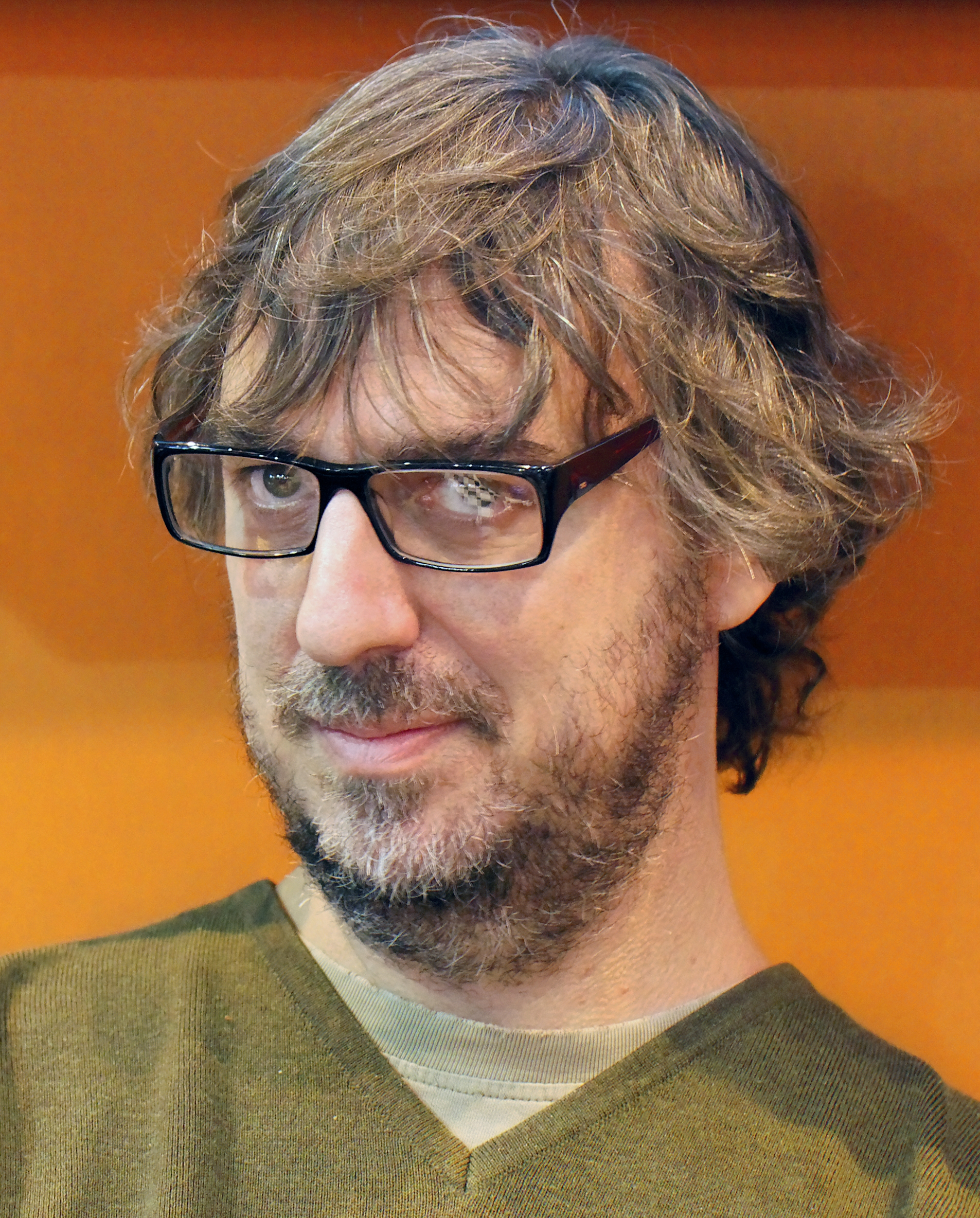
Damián Tabarovsky (2011)

Damián Tabarovsky (* 1967 in Buenos Aires) ist ein argentinischer Schriftsteller, Übersetzer, Verleger und Kolumnist verschiedener Tageszeitungen.

## Leben und Werk
Er studierte an der École des Hautes Études en Sciences Sociales in Paris. Nach seinem Abschluss war Tabaravsky unter anderem als Kolumnist bei der argentinischen Tageszeitung Clarín tätig und übersetzte Autoren wie Raymond Roussel und Copi.
Heute arbeitet er für den Kulturteil der Wochenzeitung Perfil (Profil) und leitet den 2002 gegründeten, unabhängigen Verlag Interzona Editora mit Sitz in Buenos Aires. Seine schriftstellerischen Werke zeichnen sich durch Komik, Ironie und Belesenheit aus.

## Publikationen
- Fotos Movidas, Grupo Editor Latinoamericano, Buenos Aires 1992.
- Coney Island, Sudamericana, Buenos Aires 1996.
- Bingo, Beatriz Viterbo Editora, Buenos Aires 1997.
- Kafka, de vacaciones, Beatriz Viterbo Editora, Buenos Aires 1998.
- Las Hernias, Sudamericana, Buenos Aires 2004.
- Literatura de Izquierda, Beatriz Viterbo, Buenos Aires 2004.
- La Expectativa Caballo de Troya/Mondadori, Barcelona 2006.
- Autobiografía médica, Caballo de Troya/Mondadori, Barcelona 2007 (dt.: Medizinische Autobiographie, Berenberg Verlag, Berlin 2010, ISBN 978-3-937834-41-2).

| Personendaten    | Personendaten                                                                                  |
| ---------------- | ---------------------------------------------------------------------------------------------- |
| NAME             | Tabarovsky, Damián                                                                             |
| KURZBESCHREIBUNG | argentinischer Schriftsteller, Übersetzer, Verleger und Kolumnist verschiedener Tageszeitungen |
| GEBURTSDATUM     | 1967                                                                                           |
| GEBURTSORT       | Buenos Aires                                                                                   |